# プエルト・レンピラ
プエルト・レンピラ（スペイン語: Puerto Lempira）は、ホンジュラス北東部のグラシアス・ア・ディオス県の県都。カラタスカ湖に臨む。道路すら舗装されていないが、ラ・モスキティア地方 (en:La Mosquitia) 最大の町である。
町名は16世紀の先住民レンカ族の酋長レンピラにちなむ。レンピラは1530年代、スペインから到来したコンキスタドールの軍勢に抵抗したが、最終的に失敗した。
プエルト・レンピラには1975年、ブルス・ラグーナから県都が遷された。1980年代にはサンディニスタ民族解放戦線に対するCIAの戦略本部が置かれた。
人口は4012人（2001年）である。

## 姉妹都市
- プラッツバーグ（アメリカ合衆国、ニューヨーク州） 2011年から